# Ben Lawers
Der Ben Lawers (schottisch-gälisch: Beinn Labhair) ist mit 1.214 m (3.983 ft) eine der höchsten Erhebungen im südlichen Teil der Schottischen Highlands. Er liegt an der Nordseite von Loch Tay und ist der höchste Punkt von einem langen Rücken, der sieben Munros einbezieht. Von Ben Lawers wurde lange gedacht, er wäre 4000 Fuß hoch; genaue Messungen in den 1870er Jahren zeigten jedoch, dass er ungefähr fünf Meter kleiner ist. 1878 verbrachte eine Gruppe von 20 Männern einen Tag mit dem Aufbau eines großen Steinhügels, in der Hoffnung, den Gipfel auf eine Höhe von 4000 Fuß zu bringen. Der Steinhügel existiert nicht mehr; in jedem Fall ignorierte das Landesvermessungsamt den Hügel als künstliche Struktur, die nicht wirklich Teil des Berges war. 

## Geschichte
Es gibt viele Beweise für ehemalige Siedlungen und anderen menschlichen Aktivitäten an den südlicheren Hängen von Ben Lawers. Die Entdeckung von Felsbrocken mit Cup-and-Ring-Markierungen „lassen vermuten, dass es eine sehr bedeutende Landschaft in der Vorgeschichte war.“ Die Ruinen von Hütten sind jeweils umgeben von einer kleinen Baumgruppe und die geriffelten Weiden sind Zeichen für frühen Anbau. Überwachsene Spuren steigen den Berg hinauf aus dem Tal zu den Torfbetten am Hang. Der Kalkstein und Schiefer an diesen südlicheren Hängen sind seit sehr frühen Zeiten bewirtschaftet und es gibt viele bronzezeitliche Überreste.
Vor dem vierzehnten Jahrhundert stand der Berg auf dem Land des Clan MacMillan. Chalmers Lawers unterwarfen Mitte des 14. Jahrhunderts das Land mit Gewalt unter die Herrschaft von David II. Nach der Beteiligung Thomas Chalmers am Mord von James I. wurde das Land der Familie Chalmer 1473 von James III. beschlagnahmt und an Sir Colin Campbell von Glenorchy übergeben. Die Länder blieben (mit einigen Ausnahmen) bis heute im Besitz der Campbells von Glenorchy und Breadalbane. Viele der Bauernhöfe wurden in den späten 1940er Jahren verkauft.

## Gipfel der Ben Lawers Group
Die weiteren als Munros klassifizierten Gipfel der Gruppe um den Ben Lawers sind:
- An Stùc (1118 m)
- Beinn Ghlas (Perth and Kinross) (1103 m)
- Meall a’ Choire Lèith (926 m)
- Meall Corranaich (1069 m)
- Meall Garbh (1118 m)
- Meall Greigh (1001 m)

Der zwischen Ben Lawers und An Stùc liegende, 1047 m hohe Creag an Fhithich ist lediglich als Vorgipfel des Ben Lawers eingestuft.

## National Trust for Scotland
Der größte Teil der Südseite von Ben Lawers gehört seit 1950 dem National Trust for Scotland und konnte durch die Großzügigkeit Percy Unnas gekauft werden. Das Gebiet unter Verwaltung des National Trust wurde 1996 durch den Kauf der benachbarten Tarmachan Range erweitert. Die Treuhand besaß ein Touristenzentrum am westlichen Ende der Range, das eine Ausstellung zur geologischen Formation des Berges beherbergte, aber 2010 abgerissen wurde. Das vom NTS verwaltete Gebiet wurde im Jahr 2024 von rund 20.000 Menschen besucht.

## Flora und Fauna
Ben Lawers ist aufgrund der Fülle von seltenen alpinen Pflanzen National Nature Reserve. Von Botanikern wird es aufgrund der Schieferfelsen des Berges, die in der richtigen Höhe für die Pflanzen liegen, als eines der an alpiner Flora reichsten Gebiete im Vereinigten Königreich betrachtet. Die Berge liefern eine ausreichende Menge an Calcium, Magnesium, Natrium, Kalium und Eisen für die Pflanzen und bewahren aufgrund ihres lehmigen Bodens die Feuchtigkeit. Zu den auf Lawers gefundenen Pflanzen gehören alpines Vergiss-mein-nicht, Rosenwurz, Netzblättrige Weide und am häufigsten Steinbrech. Der Berg ist auch für Zoologen von Interesse. An Vogelarten leben hier Raben, Ringdrosseln, Moorschneehühner, Alpenschneehühner und Brachvögel. Seltene Arten sind Waldeidechse und Wildkatze.

## Bildergalerie

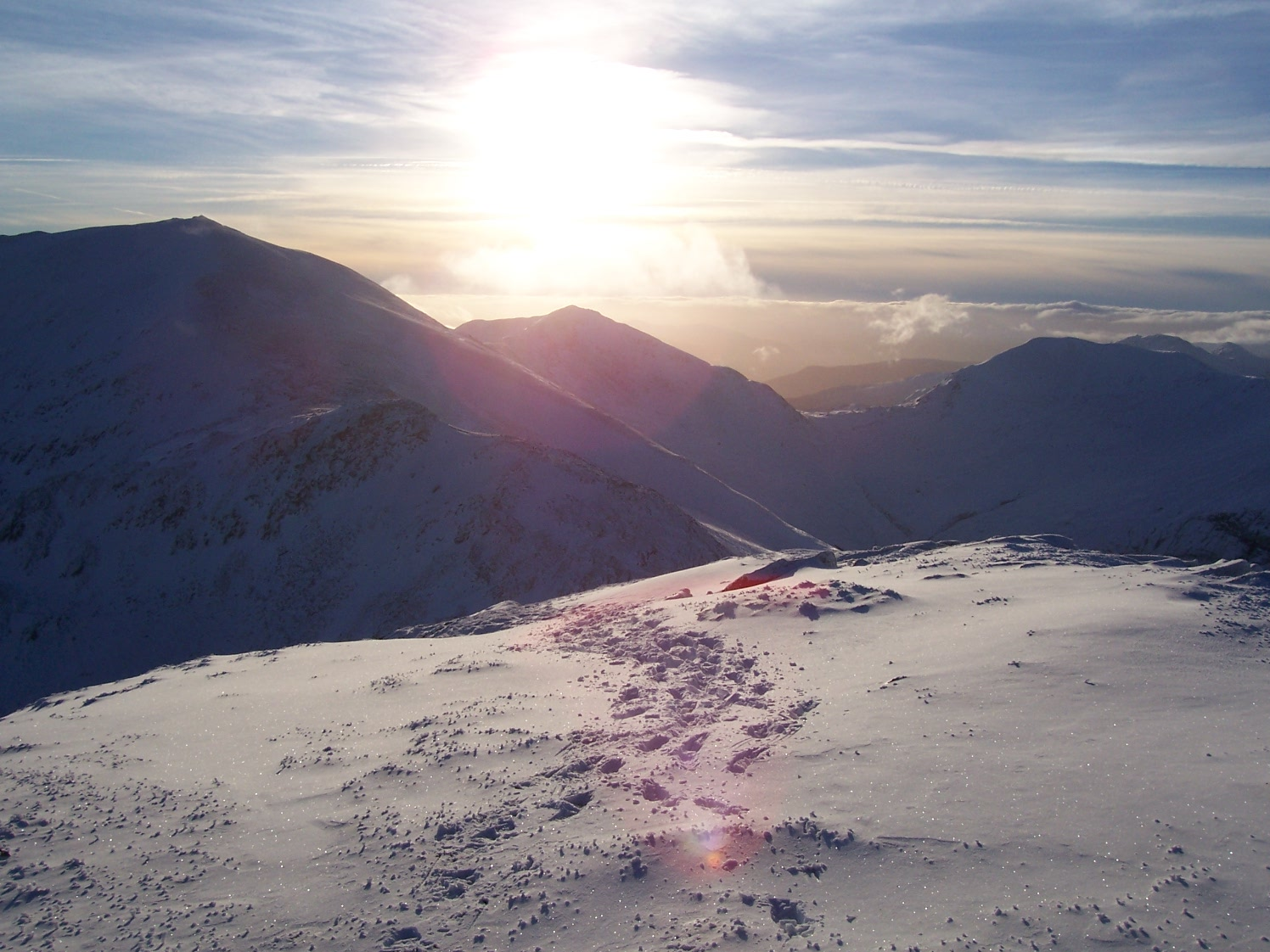
Ben Lawers im Winter
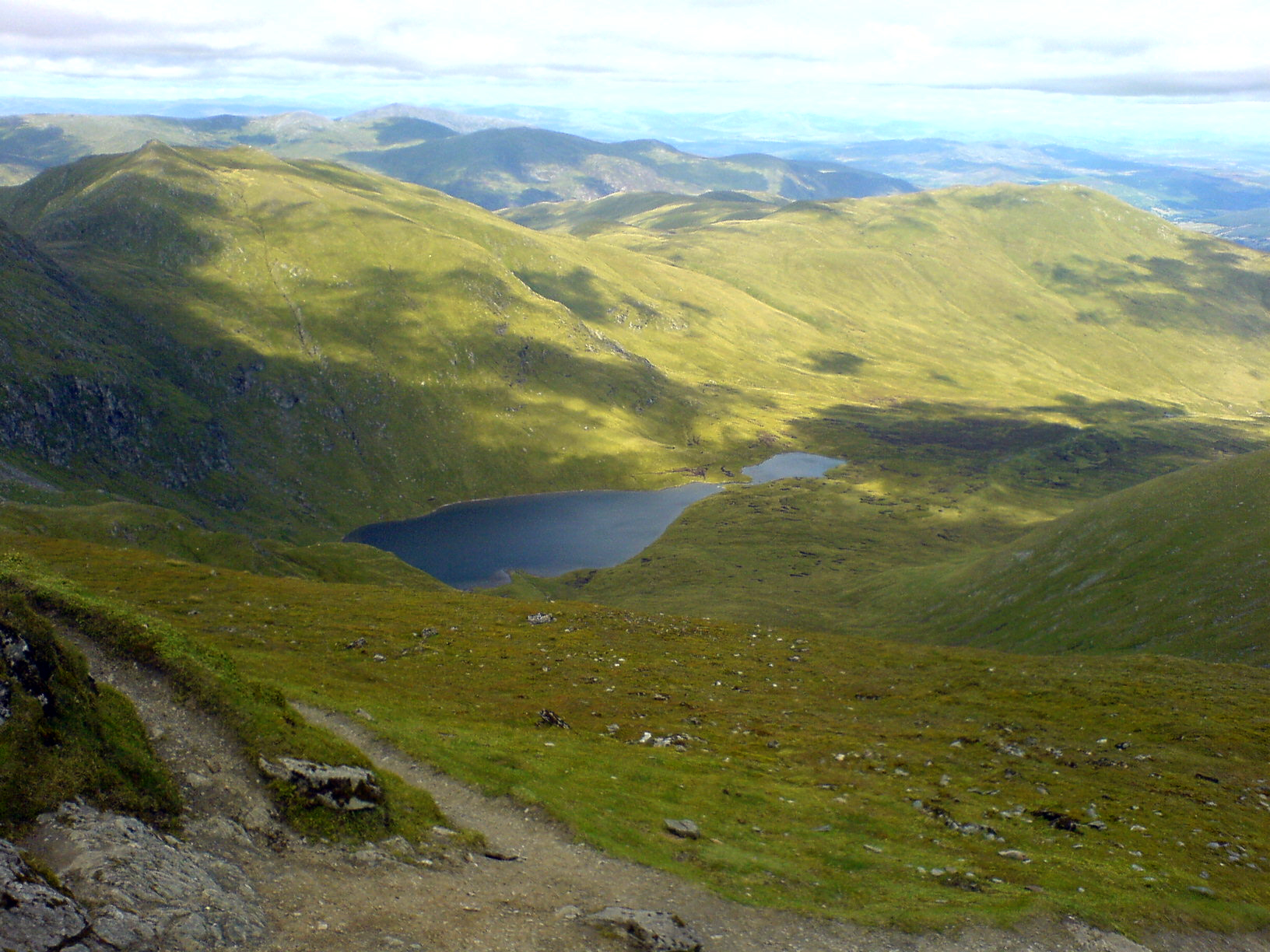
Lochan Nan Cat vom Gipfel des Ben Lawers
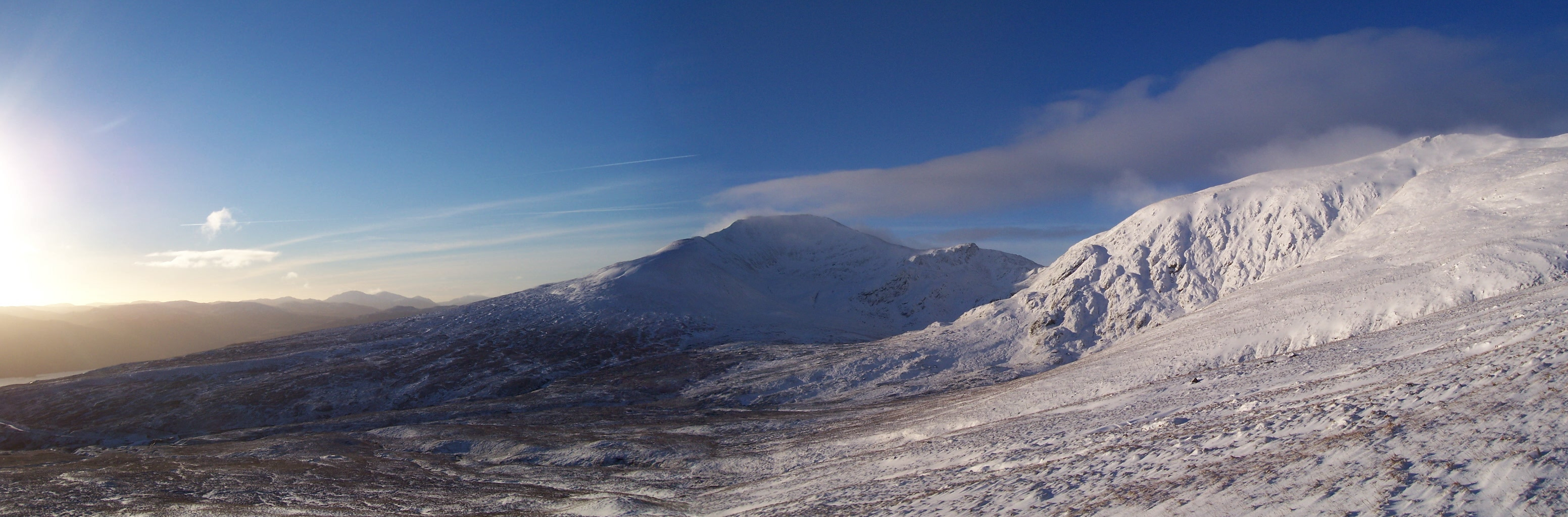
Ben Lawers und Meall Garbh